# カーソン国有林
カーソン国有林（Carson National Forest）はアメリカ合衆国ニューメキシコ州北部にある国有林。6,070平方キロメートル (1.5百万エーカー)の面積を擁しており、米国農務省林野部が管理している。林野部の複合開発政策により、レクリエーション、放牧、資源抽出（木材、鉱産資源など）に利用されている。
森林にはかつて古代プエブロ人（アナサジ）が居住し、現在ポットクリーク文化遺産と呼ばれる考古学的遺跡に、アドベ住居などの遺物を残した。森林のいくつかのエリアは、かつてスペイン王室とメキシコ政府から入植者に払い下げられた土地であった。米墨戦争の後国有林として設立され、アメリカ人開拓者のキット・カーソンにちなんで名付けられた。1967年、スペインとメキシコの払い下げ地の回復に取り組む組織の連邦ランドグラント同盟（Alianza Federal de Mercedes）は、かつて存在した払い下げ地の共同体を再生しようと企てて、森林内のエコー・アンフィシアター（Echo Amphitheater）付近を占拠したが、占有者らはキャンプ許可の超過により強制退去させられた。1982年、石油会社のペンゾイル社がバレ・ビダル（Valle Vidal）地域を寄贈し、森林の面積は405平方キロメートル（100,000エーカー）増大した。
ニューメキシコで最も高い山のホイーラー峰はここに位置している。